# Iproniazid
Iproniazid (Eufozid, Iprazid, Ipronid, Ipronin, Marsilid, Rivivol) je hidrazinski lek koji je korišten kao antidepresiv. On deluje kao ireverzibilni i neselektivni inhibitor monoaminske oksidaze (MAOI).

## Literatura
|  | Molimo Vas, obratite pažnju na važno upozorenje u vezi sa temama iz oblasti medicine (zdravlja). |